# Finocchio (métro de Rome)
Finocchio est une station de la ligne C du métro de Rome.

## Situation sur le réseau
Établie en surface, la station Finocchio est située sur la ligne C du métro de Rome, entre les stations Bolognetta, en direction de Lodi, et Graniti, en direction de Monte Compatri - Pantano.

## Histoire
La station Finocchio est mise en service le 9 novembre 2014, lors de l'ouverture à l'exploitation de la section de Parco di Centocelle à Monte Compatri - Pantano.